# 1976 en jeu
Chronologie du jeu
- 1972
- 1973
- 1974
- 1975
- 1976
- 1977
- 1978
- 1979
- 1980

Cet article présente les faits marquants de l'année 1976 concernant le jeu.

## Sorties
- Metamorphosis Alpha, James M. Ward, TSR : premier jeu de rôle de science-fiction
- Black Box est un jeu de réflexion dont le but est de deviner la position de cinq atomes sur un damier, et ce grâce à un système de faisceaux laser.